# Lampertia
Lampertia es un género de arañas cangrejo de la familia Thomisidae. Contiene una sola especie, Lampertia pulchra. La especie fue descrita por Strand en 1907.

## Distribución
Se distribuye por África: Madagascar.